# Gevherhan Sultan (hija de Selim II)
Gevherhan Sultan (en turco otomano: سلطانکو ھرخان; "gema del khan") (Manisa, c. 1544 — Estambul, c. 1624), también llamada Gevhermüluk Sultan, fue una princesa otomana, hija del sultán otomano Selim II y de su esposa, Nurbanu Sultan. Era hermana de Murad III y tía de Mehmed III. Fue una de las sultanas más influyentes y ricas del Imperio Otomano.

## Vida
Gevherhan nació a finales de 1544, muy posiblemente en diciembre. Tenía una hermana mayor, Şah, de quien se creía era su gemela pero según datos históricos, Şah nació entre enero y febrero de 1544. 
Su madre fue Nurbanu Sultan, quién había llegado al harén en 1542. Su padre, Şehzade Selim (futuro Selim II) a pesar de no ser el heredero del trono fue nombrado gobernador de Manisa, la ciudad de los príncipes. 
El hermano de Selim, Mehmed también fue nombrado Sanjak Bey de Manisa, aunque no era el heredero al trono. Mehmed murió repentinamente en 1543, y su hermano Selim fue puesto en su lugar. Gevherhan tenía tres tíos que eran potenciales herederos: Mustafa, Bayezid y Cihangir, aunque este último no tenía posibilidad de ser futuro sultán debido a que nació con una joroba. Su tío Mustafa sería ejecutado en 1553, Cihangir también murió en el mismo año, dejando solo como herederos potenciales a su padre y su otro tío, Bayezid.
Su padre y tío habían tenido una relación complicada, con muchas peleas. Luego de la muerte de Mustafa y Cihangir, la lucha entre ambos se intensificó. Su tío Bayezid sería ejecutado en 1561 luego de escapar a Irán para armar una rebelión, dejando a Selim como heredero al trono.
Gevherhan vivió en Konya desde 1558 hasta 1562.
Primer Matrimonio
En 1562, se crearon fuertes alianzas para las hijas de Şehzade Selim, el príncipe que sucedería a Solimán como Selim II: Esmehan se casó con Sokollu Mehmed Paşa, Gevherhan con el almirante Piyale Paşa y Şah con el halconero jefe Hasan Agha. El tesoro del estado cubrió los gastos de la boda imperial y otorgó 15.000 aspers como regalo de bodas al yerno imperial.
Después de la boda triple, Mihrimah Sultan, la tía de Gevherhan, presionó asiduamente para una campaña naval contra Malta, pidiendo la ayuda de su yerno, el gran visir Semiz Ali Paşa, y prometiendo equipar 400 barcos de su propio bolsillo. Sin embargo, Solimán y su hijo Selim impidieron que la campaña avanzara para que el almirante, Piyale Paşa, pudiera permanecer en Estambul con su nueva esposa, Gevherhan.
En 1575, justo después de que su hermano Murad III ascendiera al trono, su estipendio diario consistía en 250 aspers.
Piyale y ella tuvieron dos varones, Mehmed, muerto en la infancia, y dos hijas, Ayşe Atike y Fatma.
Una de ellas se casó con Sinanpaşaoğlu Mehmed Paşa en noviembre de 1598. Gevherhan enviudó a la muerte de Piyale en 1578. 
Segundo Matrimonio
En 1579, Gevherhan Sultan se casó con Cerrah Mehmed Paşa y tuvieron un hijo, Salih.
Cuando fue ascendido de la dirección general de los jenízaros a la gobernación de Rumelia en marzo de 1580, la gente opinó que se debía al poder político de la princesa. En 1583, presentó a una muchacha llamada Handan al entonces Şehzade Mehmed (más tarde Mehmed III) en su partida hacia Manisa.
En 1598, cuando Cerrah fue nombrado gran visir durante el reinado de Mehmed III, Gevherhan se convirtió en una figura política influyente en los círculos de la corte. Esta posición parece haberle permitido mantenerse en contacto con los hijos de Mehmed III y sus madres también.
Poco después de su sucesión, el hijo de Mehmed y de Handan Sultan, Ahmed I quería expresar su gratitud a Mehmed Pasha y Gevherhan Sultan por el papel que habían desempeñado al reunir a sus padres. Para entonces, sin embargo, Cerrah Mehmed Paşa era viejo y estaba enfermo, y murió el 9 de enero de 1604. Ahmed, por lo tanto, honró a la esposa del difunto pasha. El veneciano Bailo Contarini registra que: 
"Habiendo recordado esto [es decir, los antecedentes de su madre], le envió a la sultana (Gevherhan) mil monedas de oro y una túnica de plata con muchos otros regalos como señal de bienvenida, ya que ella había sido el origen de su buena fortuna y de la grandeza en que actualmente se encontró."
Ahmed también favoreció a su hija primogénita Gevherhan Sultan para remarcar aún más el papel de su tía abuela en su vida. Durante el reinado de Ahmed, su estipendio diario consistía en 350 aspers.

## Descendencia

### Hijos
- Sultanzade Mehmed (1574 — 1577), hijo con Piyale. Falleció en la infancia, algunos historiadores indican que murió por viruela;
- Sultanzade Salih (1580 — ¿?), hijo con Cerrah Mehmed Paşa. Algunos creen que falleció en 1593 y otros simplemente aseguran que no se sabe nada sobre su vida adulta debido a la destrucción de archivos;

### Hijas
- Ayşe Atike Hanim Sultan (1563 — después de 1620), casada dos veces. Se cree que falleció entre 1622 o 1623 ya que el esposo de esta fue nombrado superintendente de sus fundaciones, a cambio de lo cual se le garantizó un salario diario de 80 aspers. El hecho de que no se lo confió a su hija puede indicar que Ayşe Atike ya había fallecido, aparte que desde 1620 hacia adelante no se le menciona más en ninguna conjetura. Tuvo descendencia;
- Fatma Hanim Sultan (1570 — después de 1624), casada tres veces. En primer lugar se casó en noviembre de 1598 con Sinanpaşaoğlu Mehmed Paşa, de quien tuvo dos hijos. Debido a la destrucción de archivos se desconoce el nombre de sus maridos e hijos. Incluso a partir de la muerte Gevherhan no se sabe nada más sobre Fatma.

## Caridad
A partir de los ingresos de sus propiedades, constituyó una fundación religiosa y caritativa con cuyos ingresos construyó y mantuvo una escuela de teología en el barrio de Estambul de Cağaloğlu. Ella siempre fue muy amada por el pueblo.

## Muerte
El libro del tesoro imperial afirma que seguía viva después de marzo de 1604, aparte es mencionada en diferentes conjeturas después de 1605. Hizo muchas obras de caridad durante su vida, incluida la construcción de una madraza en Cağaloğlu en 1615. Gevherhan vivió una larga vida, ciertamente todavía viva en 1623 cuando enmendó por última vez su testamento. Vivió la rebelión contra Osman II y se sabe que seguía viva en la entronización de Murad IV. Su última mención es hacia mediados de 1624 por un embajador veneciano que mencionó sobre su salud enfermiza.
Falleció ese mismo año y fue enterrada en Santa Sofía, junto a sus padres y hermanos. Gevherhan fue la única hija sobreviviente de Selim y Nurbanu.